# Akvatorij zapadne Istre
Akvatorij zapadne Istre este o arie protejată (arie de protecție specială avifaunistică — SPA) din Croația întinsă pe o suprafață de 15.470,15 ha, integral pe uscat.

## Localizare
Centrul sitului Akvatorij zapadne Istre este situat la coordonatele 44°59′31″N 13°43′44″E / 44.992°N 13.729°E.

## Înființare
Situl Akvatorij zapadne Istre a fost declarat arie de protecție specială avifaunistică în iulie 2013 pentru a proteja 6 specii de animale.

## Biodiversitate
Situată în ecoregiunile marină mediteraneană și mediteraneană, aria protejată nu include niciun habitat protejat.
La baza desemnării sitului se află mai multe specii protejate de  păsări (6): pescăruș albastru (Alcedo atthis), cufundar polar (Gavia arctica), cufundar mic (Gavia stellata), Phalacrocorax aristotelis desmarestii, chiră de baltă (Sterna hirundo), chiră de mare (Sterna sandvicensis).